# Seed List Management

Les seed list sont des adresses postales ou électroniques supplémentaires ajoutées aux destinataires d’un envoi lors d’une campagne de marketing direct. Le seed list management consiste à analyser certaines caractéristiques de la campagne, et constater des différences éventuelles entre la conception et la réalisation. 

## Caractéristiques
La gestion de ces adresses concerne des campagnes publicitaires adressées, c'est-à-dire des messages envoyés par voie postale ou électronique à un ensemble d’individus.
Ces adresses peuvent être fictives ou non, mais elles doivent en revanche être à même de recevoir les messages de la campagne à laquelle elles sont ajoutées. Une adresse postale piège doit ainsi être correctement libellée pour indiquer le lieu d’habitation, tandis que le nom ou le prénom sera modifié de manière à identifier la source de la campagne d'origine.

## Applications
L’objectif pour les sociétés utilisatrices est de valider la conformité de l’exécution de la campagne. À cette fin, les caractéristiques suivantes sont contrôlées:
- la date de livraison : c’est la date d’arrivée du message dans la boîte aux lettres ou la messagerie. S’il s’agit d’une campagne envoyée par courrier postal, le délai entre l’envoi du message et sa réception pourra varier en fonction de la tarification postale choisie, et le respect de ce délai par l’opérateur responsable de la distribution.
- la qualité du message : c’est la conformité du message final en ce qui concerne le rendu visuel. S’il s’agit d’une campagne routée par courrier électronique, le visuel peut ne pas s’afficher correctement dans certaines messageries électroniques si le codage de l’emailing présente des défauts.
- La fréquence d’utilisation : c’est le nombre de campagne ciblées pour un même contact. Les sociétés qui commercialisent leurs adresses ont recours à ce système pour vérifier que la location des adresses est respectée pour ce qui est du nombre d’utilisations, prédéfinie dans un contrat de location.

Par extrapolation, les sociétés ont également recours au seed list management pour suivre et analyser les campagnes publicitaires de leurs concurrentes. 